# Olenecamptus grisescens
Olenecamptus grisescens är en skalbaggsart som först beskrevs av Maurice Pic 1939.  Olenecamptus grisescens ingår i släktet Olenecamptus och familjen långhorningar. Inga underarter finns listade i Catalogue of Life.